# Campeonato Carioca de Voleibol Masculino de 2014
O Campeonato Carioca de Voleibol Masculino de 2014 foi a 75ª edição deste campeonato que foi vencido pelo Flamengo por 3 sets a 1 no Hall da Fama na final. Este foi o vigésimo título do Flamengo.

## Participantes
| Equipe        | Cidade         |
| Botafogo      | Rio de Janeiro |
| Flamengo      | Rio de Janeiro |
| Hall da Fama  | Resende        |
| Tijuca        | Rio de Janeiro |
| Volta Redonda | Volta Redonda  |